# Halichondria okadai
Halichondria okadai är en svampdjursart som först beskrevs av Yuichi Kadota 1922.  Halichondria okadai ingår i släktet Halichondria och familjen Halichondriidae. Inga underarter finns listade i Catalogue of Life.